# Arum
Arum er en stor slægt med mange arter i Europa, Nordafrika, Mellemøsten og Centralasien. Det er stauder med grundstillede, spydformede blade og en uregelmæssig blomst med kølleagtigt sammenvoksede støv- og frugtblade. Frugterne er kraftigt farvede bær, som sidder på en bladløs stængel. Her omtales kun de arter, som er vildtvoksende i Danmark, eller som dyrkes her.
| Arter |

- Dansk Arum (Arum alpinum)
- Italiensk Arum (Arum italicum)
- Plettet Arum (Arum maculatum)